# Margaret Morton
Margaret Morton, née le 29 janvier 1968 à Ayrshire en Écosse, est une curleuse Écossaise. 
Elle remporte le titre olympique aux Jeux olympiques d'hiver de 2002 à Salt Lake City.